# Genie Francis
 (août 2013).
Si vous disposez d'ouvrages ou d'articles de référence ou si vous connaissez des sites web de qualité traitant du thème abordé ici, merci de compléter l'article en donnant les références utiles à sa vérifiabilité et en les liant à la section « Notes et références ».
Genie Francis (26 mai 1962 à Englewood, New Jersey) est une actrice américaine connue pour avoir joué Brett Main dans Nord et Sud et Laura Spencer dans le soap-opera Hôpital central.

## Biographie
Eugenie Ann Francis est née à Englewood dans le New Jersey. Son père, Ivor Francis, un acteur canadien avec des origines britanniques, est mort en 1986 après de multiples attaques. Il a brièvement joué dans Hôpital central (General Hospital) comme conseiller en adoption lorsque sa fille jouait dedans. Sa mère, Rosemary Daley, est un ancien mannequin et une ancienne actrice d'origine lituanienne. Elle a un frère ainé, Ivor Jr. ; un frère plus jeune, Kenneth ; et une demi-sœur, Shelley, du premier mariage de son père.

## Carrière
Le rôle de Laura Spencer qu’elle interprète dans Hôpital central (General Hospital) lui apporte le succès dans les années 1970. Le couple qu'elle forme dans la série avec Luke qui se marièrent le 17 novembre 1981 a été vu par 30 millions de téléspectateurs, devant ainsi l'épisode de soap-opera le plus vu au monde. En plein succès, Genie Francis quitte la série en 1982 pour évoluer dans sa carrière en prime-time à la télévision. Juste après, elle obtient le rôle principal dans sa propre série, Bare Essence, qui n'a pas connu de succès. Elle retourne dans Hôpital central en 1983 pour une courte période qui coïncide avec le départ de Luke quand Geary a décidé de quitter à son tour le show.
En 1984, Genie Francis décroche le rôle de Brett Main dans la mini-série historique Nord et Sud, adaptée des romans de John Jakes. Malgré cela, elle ne parvient pas à sortir du monde des soaps. Ainsi, dans Des Jours et des vies, elle interprète Diana Colville de 1987 à 1989 et dans la Force du destin jouant l'escroc et la victime d'inceste Ceara Connor Hunter de 1990 à 1992. Elle reprend son rôle de Ceara dans Amoureusement vôtre en novembre 1991. Elle retourne à nouveau dans Hôpital central (General Hospital) en 1993. En 1994, lorsque Genie Francis tombe enceinte de son premier enfant, sa grossesse est intégrée au scénario et elle prend 6 semaines de congé maternité. Cependant, en 1997, lorsqu'elle est de nouveau enceinte, elle prend un congé maternité plus long, restant absente des plateaux durant pratiquement un an et demi. Genie Francis quitte brutalement Hôpital central en 2002 à cause de problèmes de contrat.
En juin 2006, Francis négocie son retour dans Hôpital central en tant que Laura Spencer pour un temps limité en novembre. Il est remarqué pour le 25e anniversaire du mariage entre Luke et Laura. Elle parvient à remporter l'Emmy du Second rôle féminin dans une série dramatique en 2007. Genie Francis reprend également son rôle entre août et le 12 novembre 2008. En décembre 2007, Genie Francis obtient le rôle principal dans un téléfilm Un bébé devant ma porte ainsi que dans sa suite en 2009
En 2011, elle rejoint Les Feux de l'amour dans le rôle de Geneviève Atkinson, la mère absente de Cane Ashby. Elle y retrouve son ancien partenaire de Hôpital central, Tristan Rogers, qui jouait Colin Atkinson, le père biologique de Cane. Elle est nommée aux Emmy Awards en tant que Second rôle féminin dans une Série dramatique pour sa performance en tant que Geneviève en mai 2012. Néanmoins, le 13 septembre 2012, elle quitte la série à cause de coupes budgétaires. L'année suivante, elle retourne à nouveau dans Hôpital central.

## Vie privée
Après une longue relation avec son partenaire de Hôpital central (son mari à l'écran) Kin Shriner et avec la star de Falcon Crest William R. Moses, Francis rencontre l'acteur/réalisateur Jonathan Frakes qui est en train de tourner Bare Essence. Après s'être revus pendant le tournage de Nord et Sud, Genie Francis et Jonathan Frakes commencent à se fréquenter en 1985. Ils se fiancent en 1986 et se marient le 28 mai 1988. Ils ont deux enfants, Jameson Ivor Frakes, né en 1994, et Elizabeth Francis Frakes, née en 1997.

## Autres projets
Francis a été propriétaire d'un magasin appelé The Cherished Home.[6] Il est situé au 31 Searsport Avenue, Belfast, Maine 04915, et ils font également du commerce en ligne. Le magasin vend des meubles et des accessoires pour la maison. Francis a vendu le magasin à l'automne 2012, à cause de son travail sur Amour, Gloire et Beauté.
En mai 2007, Francis a commencé à avoir une chronique pour le magazine Medifast Diet, disant qu'elle a perdu 15 kg en décembre 2007 en utilisant ce régime.
En novembre 2009, Francis et ses frères, Ivor Jr. and Kenneth tournent It's Christmas Time Again. Ils ont décidé de reverser tous les gains à la Fondation Children's Mission à Cuernavaca. Francis a donné tous les bénéfices et son salaire à cette Fondation. Cette donation a été un projet impliquant plusieurs membres de sa famille.

## Filmographie

### Cinéma
- Camp Nowhere : Mrs. Spiegel
- Terror in the Shadows : Sarah
- Les Sentinelles de l'air : une présentatrice télé
- Un bébé devant ma porte : Peyton MacGruder
- Taking a Chance on Love
- Notes from the Heart Healer

### Télévision
- Hôpital central : Laura Spencer
- Fridays : elle-même avec Anthony Geary
- Bare Essence : Patricia 'Tyger' Hayes
- Arabesque : Victoria
- Nord et Sud : Brett Main Hazard
- Des jours et des vies : Diana Colville
- La force du destin : Ceara Connor Hunter
- Amoureusement vôtre : Ceara Connor Hunter
- Roseanne: Laura
- Loïs et Clark : Amber Lake (Jonathan Frakes (Tim Lake) et Genie Francis (Amber Lake) jouent le couple de méchants
- L'Incroyable Hulk : Betty Ross
- Troisième planète après le Soleil
- Oh, Baby : Rachel
- Roswell : Mother
- Bar Karma : Serveuse
- Les Feux de l'amour : Geneviève Atkinson.

## Récompenses et nominations

### Récompenses en tant que jeune artiste
- 1980 : Nommée pour les Young Artist Awards pour la meilleure Jeune Actrice dans un soap pour Hôpital central
- 1981 : Obtenu
- 1982 : Nommée

## Récompenses du Soap
- 1997 : Nommée aux Soap Opera Digest Award pour un rôle principal dans Hôpital central Daytime Emmy Awards
- 1997 : Nommée aux Daytime Emmy Awards pour le rôle principal dans la série dramatique Hôpital central
- 2002 : Nommée aux Daytime Emmy Award pour le duo favori des américains - avec Anthony Geary
- 2007 : Daytime Emmy Award pour un second rôle dans une série dramatique
- 2012 : Nommée pour Amour, Gloire et Beauté